# Corrina Kennedy
Corrina Kennedy, född den 30 november 1970, är en kanadensisk kanotist.
Hon tog bland annat VM-guld i K-2 200 meter i samband med sprintvärldsmästerskapen i kanotsport 1995 i Duisburg.